# Genitale fase
De genitale fase is, volgens Freud, de vijfde en laatste fase van de psychoseksuele ontwikkeling die begint rond het 11e à 12e levensjaar en duurt tot de volwassenheid.
De genitale fase volgt de latentiefase op en kan beschreven worden als de ontwikkeling van de geslachtsdrift.
De volgende momenten kunnen in het seksuele rijpingsproces onderscheiden worden (min of meer chronologisch):
- Een algemeen zinnelijke prikkelbaarheid en verscherping van de zintuigen die deels eigenaardige subjectieve gebeurtenissen in dromen en dagdromen, deels bijzonder sterke reacties op objectieve zinnelijke prikkels schijnt te veroorzaken. Met deze zinnelijke prikkelbaarheid schijnt de seksuele nieuwsgierigheid ten nauwste verbonden te zijn.
- Er ontstaan specifiek lichamelijke prikkels, die tot onanistische handelingen en bevrediging dwingen.
- Er ontwikkelt zich een onbepaald en vaag verlangen, een gevoel ontwaakt en zoekt dwingend naar een object.
- Uit dat onbepaalde verlangen kristalliseert zich een besliste wil tot overgave, in het begin meestal van zuiver platonische aard. Het object van deze wil is vaak een onbekende en ver verwijderde persoonlijkheid van willekeurige leeftijd en geslacht, jegens wie de overgave innerlijk, vaak zonder enige uiterlijke toenadering, wordt voltrokken.
- Er worden fysieke toenaderingspogingen jegens een bereikbare partner op speelse wijze gedaan, waarbij deze partner zelden dezelfde is als degene op wie de wens tot overgave gericht is.
- Seksueel verkeer wordt beproefd of nagestreefd.
- De psychische gemeenschap van belangen, levenshoudingen en gemeenschappelijk begrijpen met de partner wordt gewenst en nagestreefd.